# Milionia guentheri
Milionia guentheri là một loài bướm đêm trong họ Geometridae.